# Rudolf von Brudermann
 Rudolf Ritter von Brudermann  est un officier supérieur austro-hongrois lors de la Première Guerre mondiale. 

## Biographie
Rudolf von Brudermann est né le 9 janvier 1851 à Gyöngyös dans une famille de militaires. Il est le fils de Rudolf Brudermann, un général autrichien et Gisèle von Babarczy. Il a deux frères Rudol, Anton et Adolf, ils choisissent aussi la profession de militaires, ils ont été des commandants austro-hongrois durant la Première Guerre mondiale.

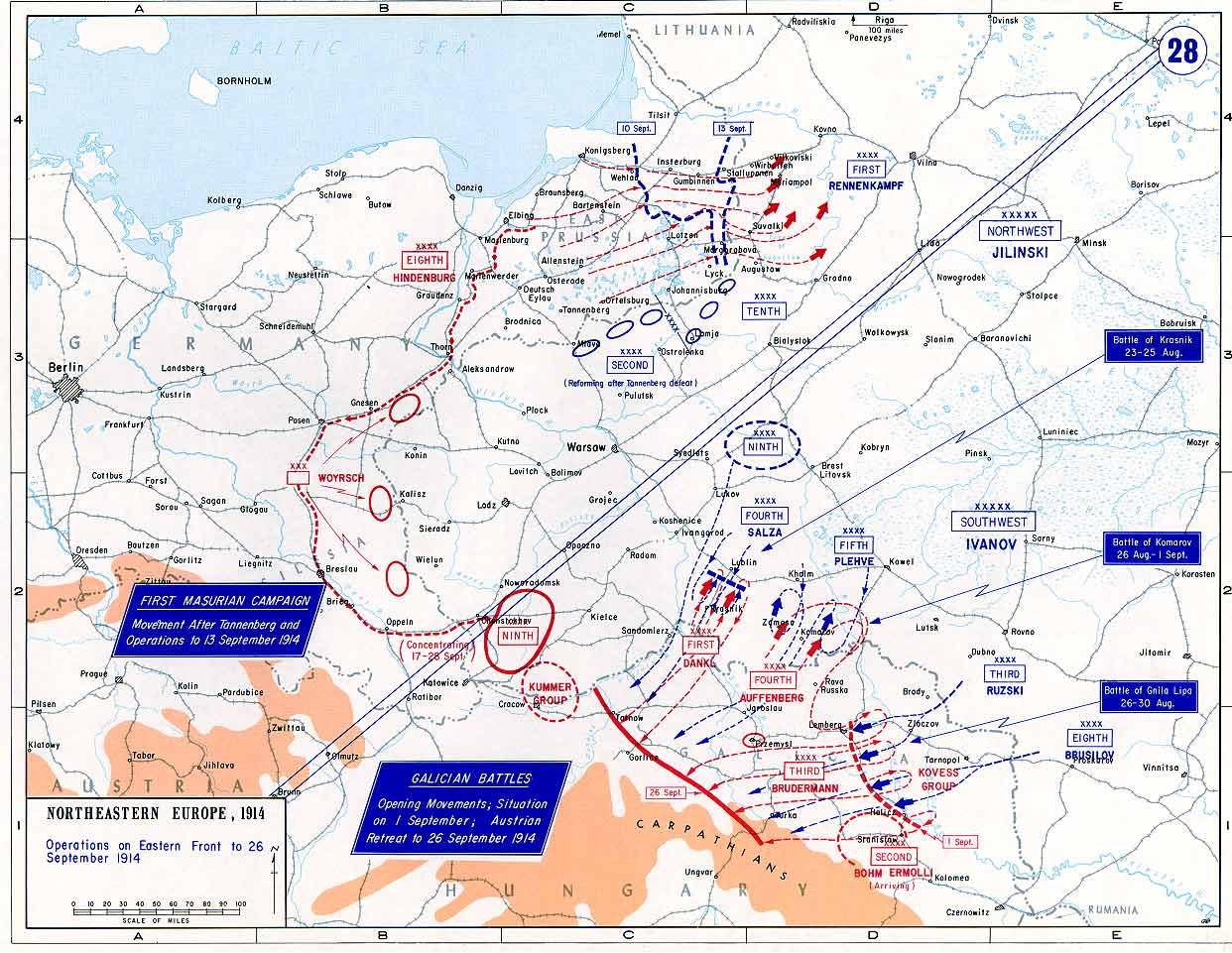
la 4e armée lors des débuts de la guerre sur le front est.

Sa formation militaire commence à l'école des cadets d'Heinsberg. De 1865 à 1869, il étudie à l'Académie militaire de Vienne. Il sert ensuite dans différentes unités militaires, et en 1874 à l'état-major général. En 1880, il sert comme instructeur militaire à l'école des cadets de Hranice. En 1884, il sert dans le 14e régiment de dragonskoj. En 1897, il commande la 15e brigade de cavalerie. En 1900 il dirige la 7e division de cavalerie située à Cracovie où il est promu major-général. En mai 1901, il est promu au poste de vice-maréchal et en mars 1904, il sert d'assistant inspecteur général de cavalerie. En 1906 il devient inspecteur en chef des forces équestres. En mai 1907, il est promu au grade de général de cavalerie. En 1912, il devient inspecteur en chef l'armée austro-hongroise.
Lors de la Première Guerre mondiale, en 1914, il commande la 3e armée austro-hongroise pendant la première campagne de Galicie. Il est limogé après la défaite de la Gnila Lipa (de) (29 août)